# 毛塚陽介
毛塚 陽介（けづか　ようすけ、1988年7月13日 - ）は、日本の舞台俳優。演劇集団キャラメルボックス所属。東京都出身。身長176.5cm。
2007年日本大学第一高等学校卒業、東京理科大学卒業後、演劇集団キャラメルボックス俳優教室第9期生となり、2012年演劇集団キャラメルボックスに入団。

## 出演

### テレビドラマ
- Eテレ・ジャッジ女子会プロレス#2 (2016年、Eテレ) - 立川役

### ラジオ
- リバーサイト・カフェ(TOKYO FM)

### 舞台

#### 演劇集団キャラメルボックス
- 『広くてすてきな宇宙じゃないか』(2012年、サカモト)
- 『ナミヤ雑貨店の奇蹟』（2013年、松岡重造（克郎の叔父）/浪矢駿吾/富岡信二）
- 『ジャングル・ジャンクション』(2013年、タカオ)
- 『雨と夢のあとに』(2013年、熊岡/広瀬)
- 『ウルトラマリンブルー・クリスマス』(2013年、雪也/小林)
- 『鍵泥棒のメソッド』(2014年、谷口/大家)
- 『時をかける少女』(2015年、廿日市/深町清) - 関根翔太とクロスキャスト
- 『BREATH』(2015年、松山進矢)
- 『きみがいた時間ぼくのいく時間』(2016年、栗崎健)
- 『フォーゲット・ミー・ノット』(2016年、栗崎健)
- 『嵐になるまで待って』(2016年、高杉)
- 『光の帝国』(2017年、春田貴世誌)

#### 客演
- 『アルレッキーノ〜二人の主人を一度に持つと〜』(2012年、旋風計画)
- 『HARUKA』(2014年、旋風計画)
- 『蠅取り紙〜山田家の5人兄妹〜』(2015年、旋風計画)
- 大正浪漫探偵譚〜東堂探偵事務所〜(2015年、はっぴぃはっぴぃどりーみんぐ)

## 参考
1. ↑  “毛塚陽介”.   演劇集団キャラメルボックス. 2015年11月27日時点のオリジナルよりアーカイブ。2015年11月17日閲覧。